# Junosuando
Junosuando est une localité de la commune de Pajala dans le comté de Norrbotten en Suède.
Sa population était de 288 habitants en 2019.